# Шутка (посёлок)
Шутка — посёлок в Далматовском районе Курганской области. Входит в состав Верхнеярского сельсовета.

## История
Разъезд возник в 1934 году в связи со строительством остановочного пункта на линии Колчедан — Курган Южно-Уральской железной дороги.

## Население
| 1989 | 2002 | 2010 |
| ---- | ---- | ---- |
| 11   | ↘10  | ↘7   |